# Таловая (Верхнехавский район)
Таловая — деревня в Верхнехавском районе Воронежской области России. Входит в состав Верхнехавского сельского поселения.

## География
Находится на севере области, на левом берегу реки Хава недалеко от южной окраины центра района — села Верхняя Хава.

## Население
| 2000 | 2005 | 2010 |
| ---- | ---- | ---- |
| 137  | ↘98  | ↗104 |

## Инфраструктура
Основа экономики Таловой — сельское хозяйство. Действовал колхоз «Новая деревня».

## Транспорт
Деревня связана с райцентром просёлочной дорогой. Ближайшая железнодорожная станция Хава находится в райцентре.
Во время Великой Отечественной войны было начато строительство железнодорожной линии Анна — Таловая, но в январе 1943 года прекращено.

## Известные жители
В Таловой жила Анна Трофимовна Лебедева (1926—2013) — советский передовик производства в сельском хозяйстве, Герой Социалистического Труда (1948).